# Ширівці
Ши́рівці — село в Україні, у Недобоївській сільській громаді Дністровського району Чернівецької області. Населення становить 1806 осіб.
Розташовані за 18 км від м. Хотин, за 34 км від залізничної станції Новоселиця. Через село проходить шосе.

## Історія
- 1476 Перша згадка про село Ширівці. Назва с. Ширівці вперше згадується в літописі в 1476 р. на честь біженців з с. Ширівчики з Чехії, які і утворили перше поселення з 5-ти сімей на нашій території.
- 1890 Побудовано Свято-Покровську церкву Московського патріархату.
- 1946 Організовано колгосп ім. Ворошилова в с. Ширівці
- 1982 Відкрито Шировецьку ЗОШ І-ІІІ ст.. на 500 місць.

В 1947 році в Ширівцях організовано колгосп «Росія». Він має 2478 га землі, в тому числі 1940 га орної, 302 га садів, 34 га ставків; понад 1340 голів великої рогатої худоби. Господарство — багатогалузеве. Колгосп видобуває також близько 30 тис. тонн торфу, поклади якого залягають поблизу села.
В селі є одинацятирічна школа, клуб на 175 місць, бібліотека.
Ширівці вперше згадуються в документі 1476 року.
В 1919 році румунські окупанти в лісі поблизу Щирівців спалили живцем близько 60 жінок і дітей. Активним учасником хотинського повстання був Я. І. Капустін.

## Населення

### Мова
Розподіл населення за рідною мовою за даними перепису 2001 року:
| Мова       | Кількість | Відсоток |
| ---------- | --------- | -------- |
| українська | 1790      | 99.11%   |
| російська  | 8         | 0.45%    |
| румунська  | 6         | 0.33%    |
| білоруська | 2         | 0.11%    |
| Усього     | 1806      | 100%     |

## Природа
Біля села розташовані природоохоронні території:
- Озеро «Джулин»
- Озера «Очеретяні»
- «Колишнє торфовище»

## Відомі особистості
В поселенні народились:
- Хана Ламдан (1905—1995) — ізраїльська політик.

Уродженець села М. Ф. Пастушак став кандидатом технічних наук.